# Tre mỡ Lạng Sơn
Tre mỡ Lạng Sơn hay mạy pì (tiếng Thái), tên khoa học Dendrocalamus minor, là một loài thực vật có hoa trong họ Hòa thảo. Loài này được (McClure) L.C.Chia & H.L.Fung mô tả khoa học đầu tiên năm 1980.

## Hình ảnh

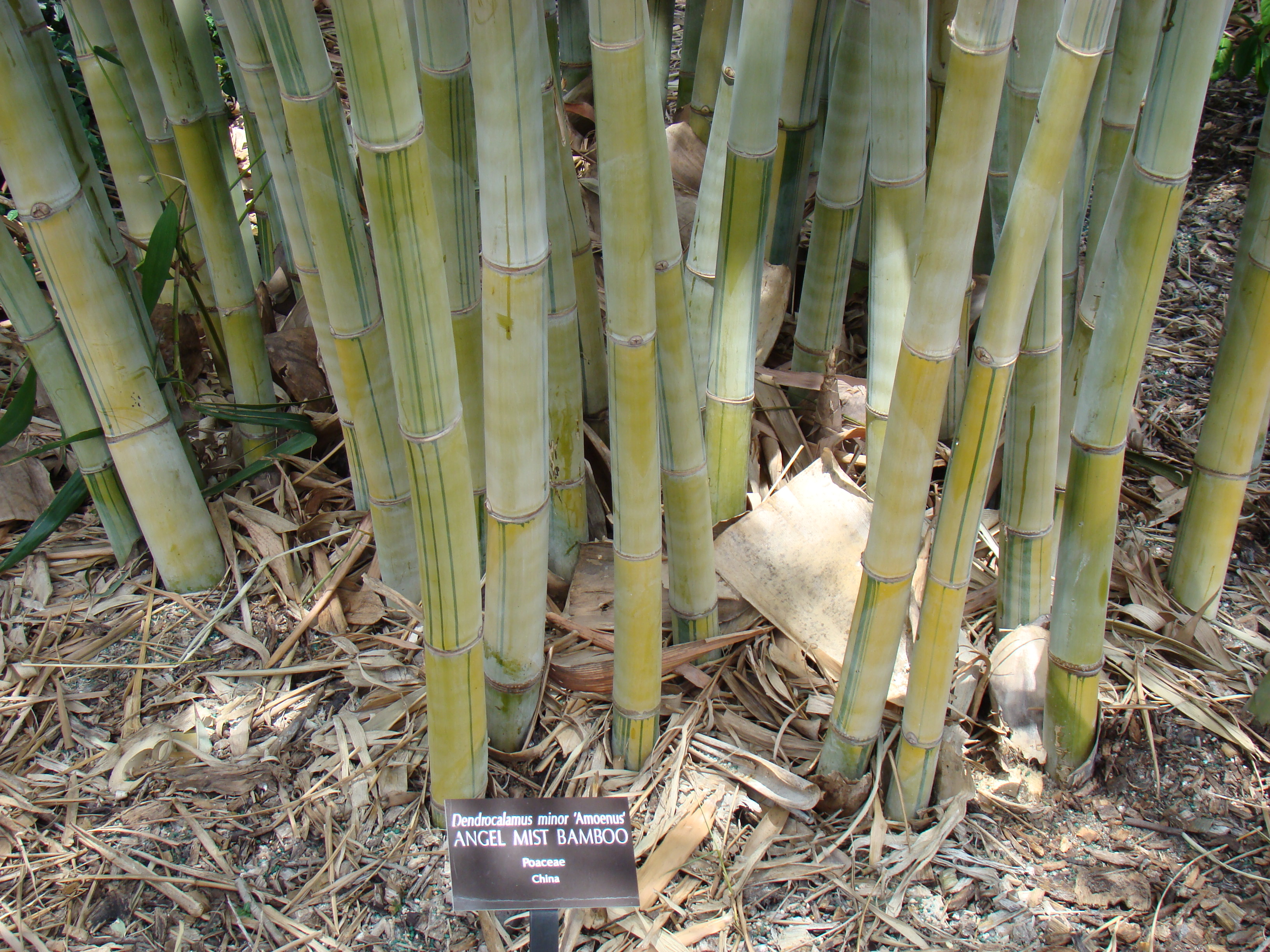